# Samoa ai Giochi della XXIX Olimpiade
Samoa ha partecipato ai Giochi della XXIX Olimpiade di Pechino, svoltisi dall'8 al 24 agosto 2008, con una delegazione di 6 atleti.

## Atletica leggera
| Gara  | Atleta         | Batterie | Batterie | Semifinali | Semifinali | Finale | Finale |
| Gara  | Atleta         | Tempo    | Pos.     | Tempo      | Pos.       | Tempo  | Pos.   |
| ----- | -------------- | -------- | -------- | ---------- | ---------- | ------ | ------ |
| 800 m | Aunese Curreen | 1'47"45  | 6        |            |            |        |        |

| Gara                   | Atleta         | Qualificazioni | Qualificazioni | Finale | Finale |
| Gara                   | Atleta         | Misura         | Pos.           | Misura | Pos.   |
| ---------------------- | -------------- | -------------- | -------------- | ------ | ------ |
| Lancio del giavellotto | Serafina Akeli | 49,26 m        | 49             |        |        |

## Canoa/kayak
| Gara     | Atleta                   | Batterie | Batterie | Semifinali  | Semifinali  | Finale | Finale |
| Gara     | Atleta                   | Tempo    | Pos.     | Tempo       | Pos.        | Tempo  | Pos.   |
| -------- | ------------------------ | -------- | -------- | ----------- | ----------- | ------ | ------ |
| K1 500 m | Rudolph Berking-Williams | 1'47"839 | 8        | non partito | non partito |        |        |
| K1 500 m | Rudolph Berking-Williams | 4'00"784 | 7        | 4'04"658    | 9           |        |        |

## Pugilato
| Gara              | Atleta                  | Sedicesimi                           | Ottavi | Quarti | Semifinali | Finale |
| ----------------- | ----------------------- | ------------------------------------ | ------ | ------ | ---------- | ------ |
| Pesi mediomassimi | Satupaitea Farani Tavui | Marijo Sivolija-Jelica (Croazia) RSC |        |        |            |        |

## Sollevamento pesi
| Gara   | Atleta      | Strappo | Strappo | Slancio | Slancio | Totale | Posizione |
| Gara   | Atleta      | Ris.    | Pos.    | Ris.    | Pos.    | Totale | Posizione |
| ------ | ----------- | ------- | ------- | ------- | ------- | ------ | --------- |
| +75 kg | Ele Opeloge | 119     | 4       | 150     | 3       | 269    | 4         |

## Tiro con l'arco
| Gara                 | Atleta        | Turno di qualificazione | Turno di qualificazione | Turno 1                            | Turno 2 | Ottavi | Quarti | Semifinali | Finale |
| Gara                 | Atleta        | Punteggio               | Pos.                    | Turno 1                            | Turno 2 | Ottavi | Quarti | Semifinali | Finale |
| -------------------- | ------------- | ----------------------- | ----------------------- | ---------------------------------- | ------- | ------ | ------ | ---------- | ------ |
| Individuale maschile | Joseph Walter | 563                     | 64                      | Juan René Serrano (Messico) 88-116 |         |        |        |            |        |